# گروه اعزامی بورک و ویلز
گروه اعزامی بورک و ویلز (انگلیسی: Burke and Wills expedition) عنوان منتسب به یک گروه اکتشافات زمینی استرالیا مربوط به سال‌های ۱۸۶۰ تا ۱۸۶۱ می‌باشد که توسط رابرت اوهارا بورک و ویلیام جان ویلز رهبری گردید. در طی این سفر اکتشافی که به ابتکار دولت ویکتوریای استرالیا صورت گرفت، ۷ عضو شرکت کردند. آنها در صدد عبور از عرض استرالیا و طی نمودن این مسیر بودند که از طریق ملبورن در جنوب، با هدف رسیدن به خلیج کارپنتاریا در شمال برنامه‌ریزی شده بود. این مسیر شامل فاصله‌ای در حدود ۳۲۵۰ کیلومتر می‌گردید. در آن زمان اغلب نواحی استرالیا توسط افراد غیر بومی مورد بررسی قرار نگرفته بود و به همین ترتیب، برای مهاجران عمدهٔ اروپایی ناشناخته بود.
گروه اعزامی و مکتشف، در زمستان ملبورن را ترک نمود. آب و هوای نامناسب و جاده‌های نامرغوب و ناچیز، به همراه واگن‌های شکسته، باعث ایجاد وقفه و تاخیر در روزهای آغازین مسافرت آنها بود و برنامهٔ مسافرت را به کندی پیش می‌برد. پس از تقسیم گروه در منیندی، نیو ساوت ولز و بر روی رودخانه دارلینگ، بورک پیشرفت و ترقی خوبی داشت. او در ابتدای تابستان به کوپر کریک رسید. گروه، یک انبار توشه را در کوپر ایجاد کرد. بورک و ویلز به همراه ۲ نفر دیگر از مردان گروه به سمت ساحل شمالی رفتند (هر چند زمین‌های باتلاقی مانع آنها در رسیدن به خط ساحلی شمالی بود).
سفر بازگشت به دلیل تاخیرهای حاصله و باران‌های موسمی افراد را به ستوه آورد و هنگامی که آنها به انبار توشه در کوپر کریک رسیدند متوجه شدند که فقط چند ساعت پیش انبار رها شده بود. بورک و ویلز در حوالی ۳۰ ژوئن ۱۸۶۱ درگذشتند. چندین عملیات امدادرسانی صورت گرفت که همگی آنها منجر به کشفیات جدید جغرافیایی گردید. همهٔ افراد گروه جان خود را از دست دادند و فقط یک سرباز ایرلندی به نام جان کینگ، توانست از این سفر نجات یافته و به ملبورن باز گردد.

## پیش‌زمینه
کشف طلا در ویکتوریا به سال ۱۸۵۱ باعث ایجاد تب طلای ویکتوریا و به دنبال آن هجوم خیل عظیمی از مهاجران گردید. با افزایش جمعیت محلی از ۲۹۰۰۰ تن در سال ۱۸۵۱ به ۱۳۹۹۱۶ تن در سال ۱۸۶۱ (سیدنی در همان زمان جمعیتی بالغ بر ۹۳۶۸۶ تن داشت) کوچ‌نشین بسیار توانگر گردید و ملبورن به سرعت در حال تبدیل شدن به بزرگترین شهر استرالیا و دومین شهر بزرگ امپراتوری بریتانیا بود.

## نگارخانه

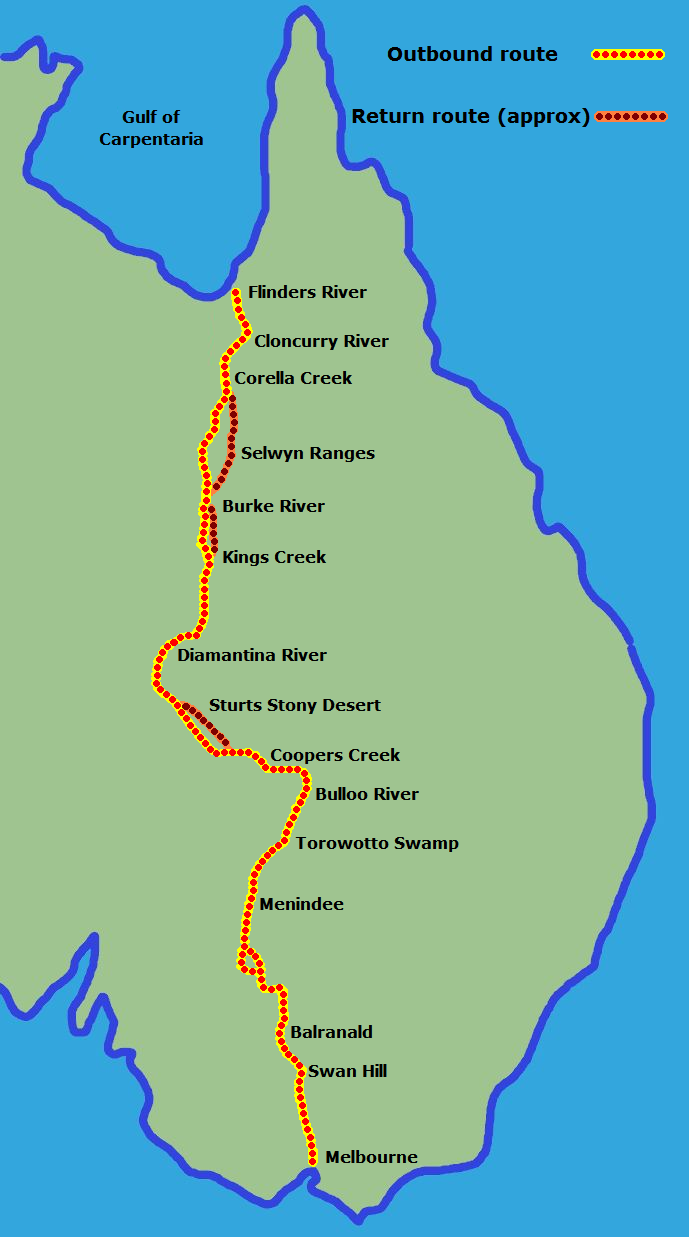
مسیر حرکت بورک و ویلز
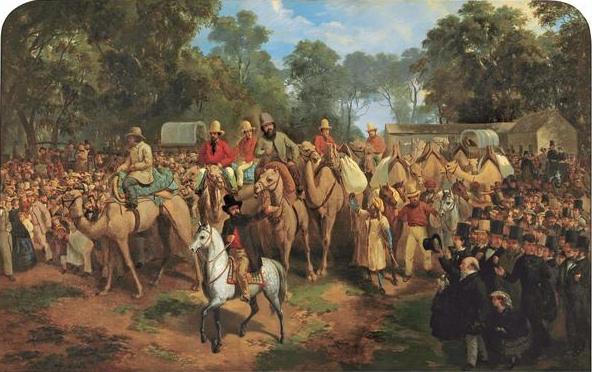
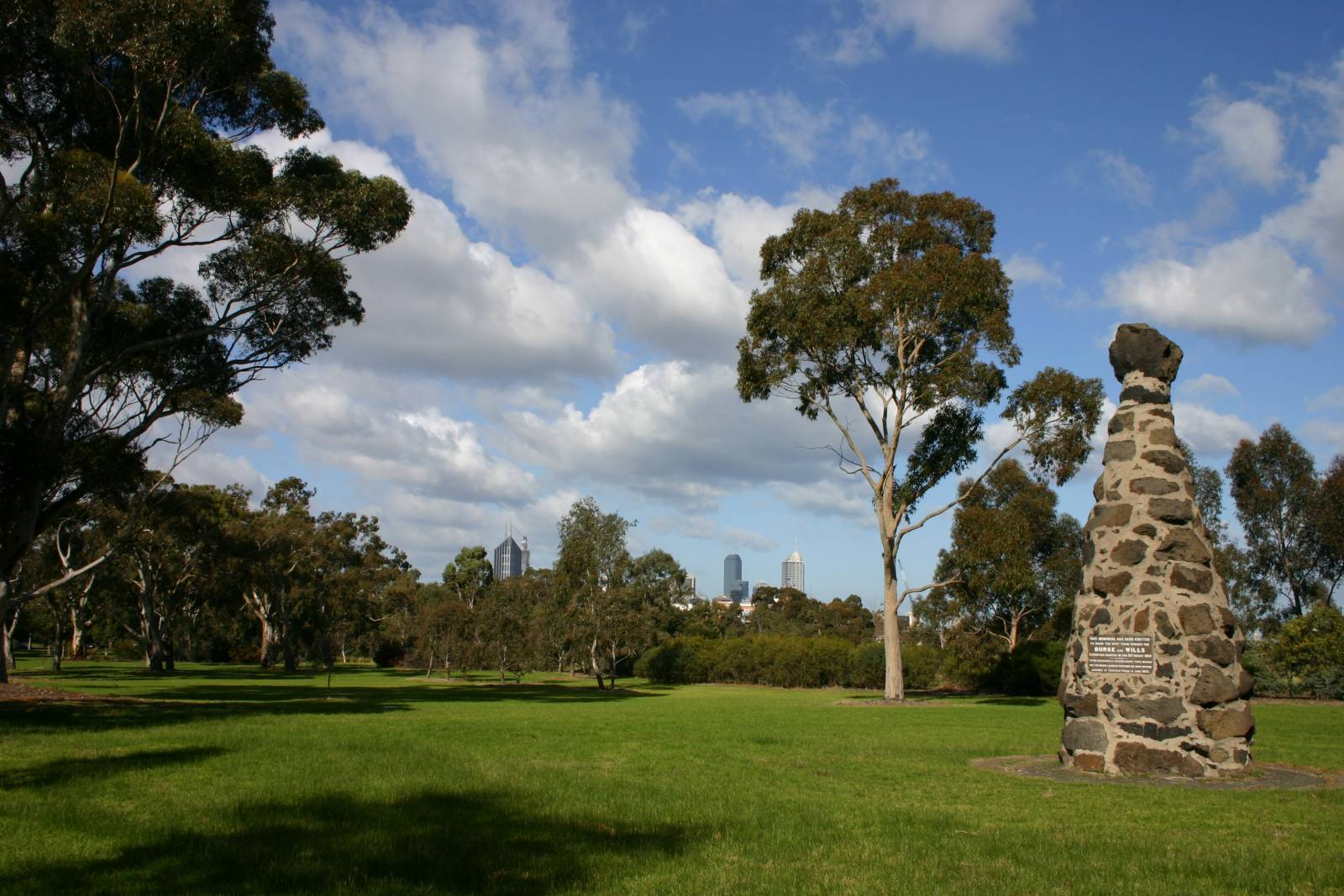
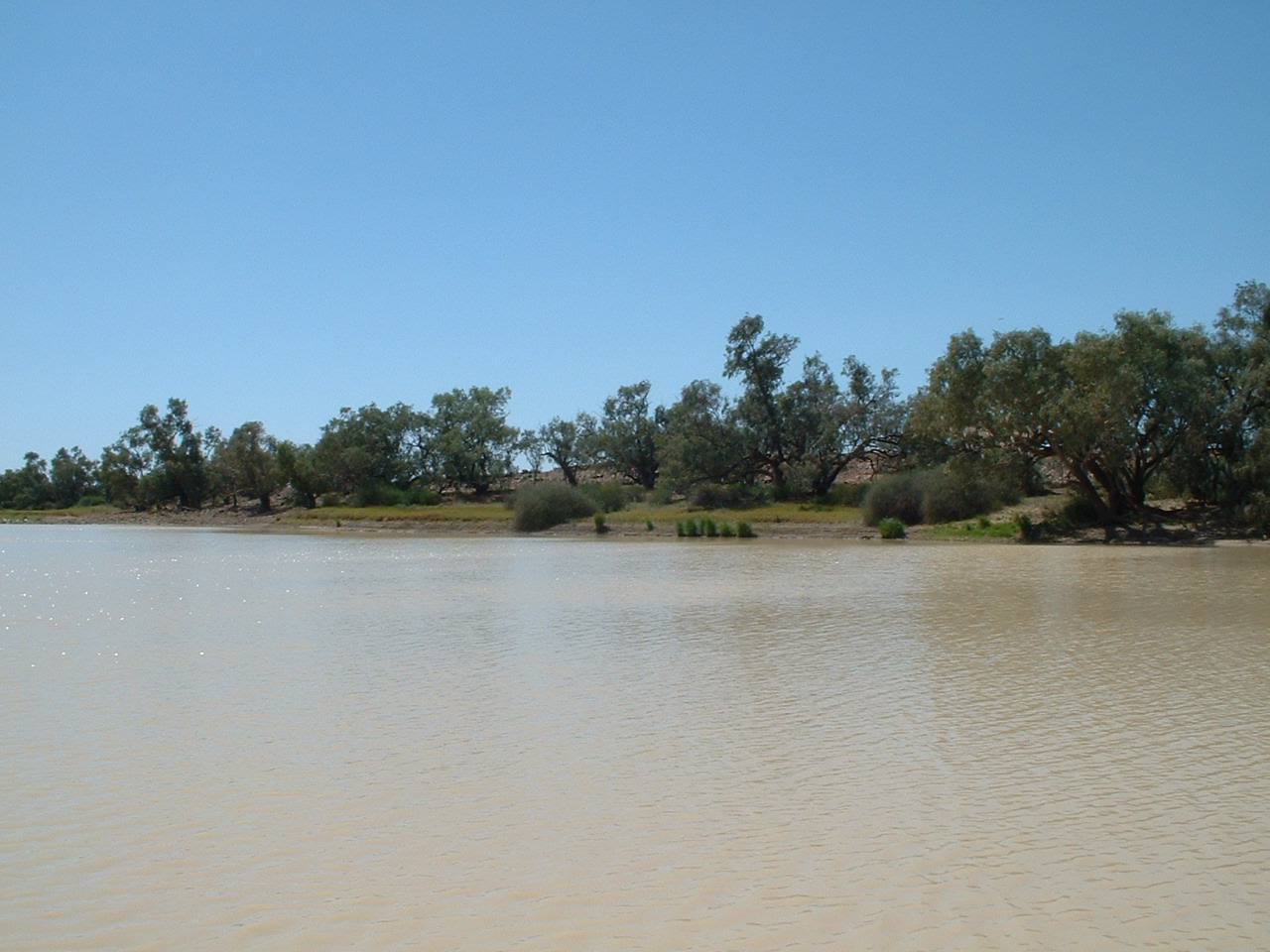
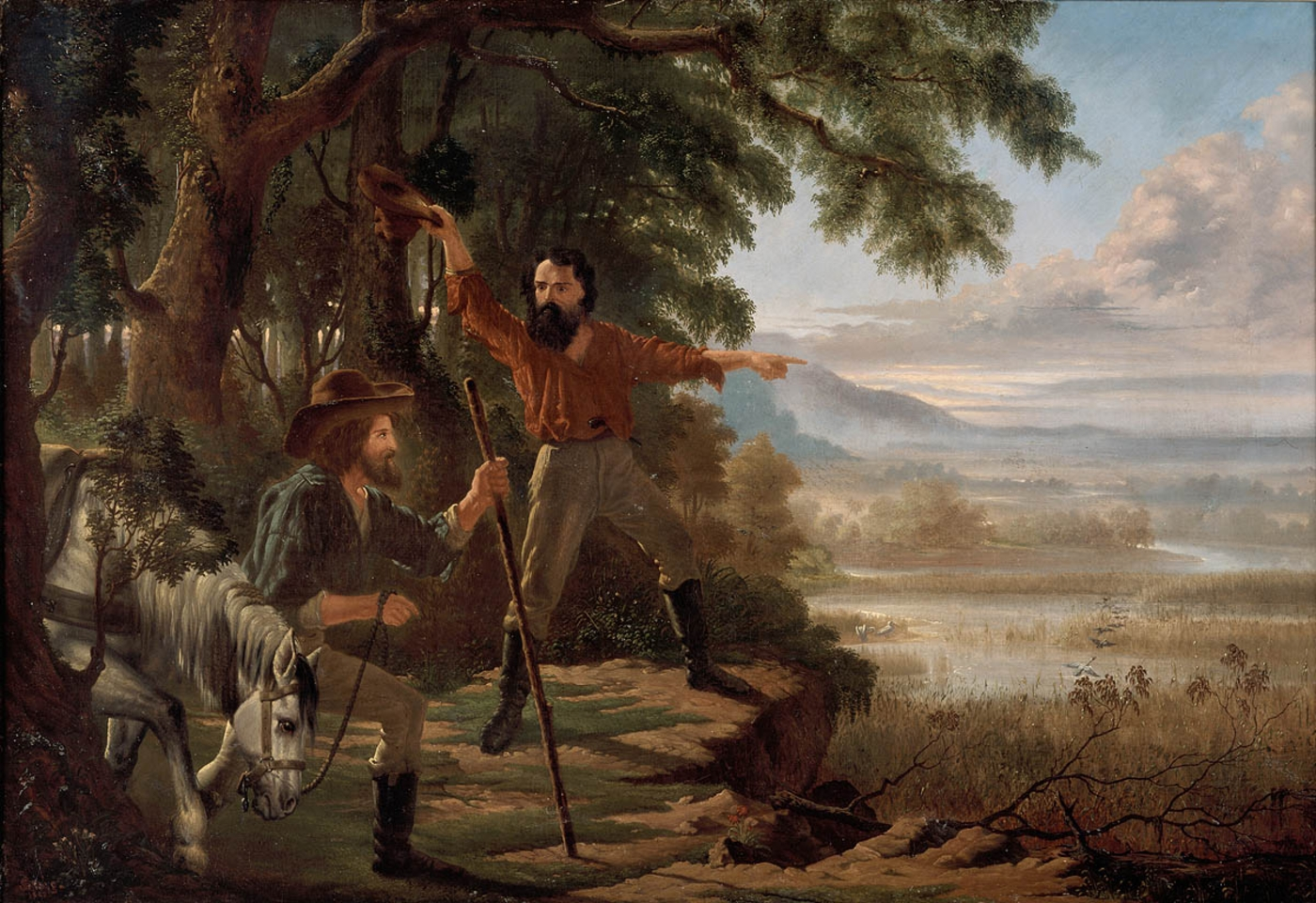
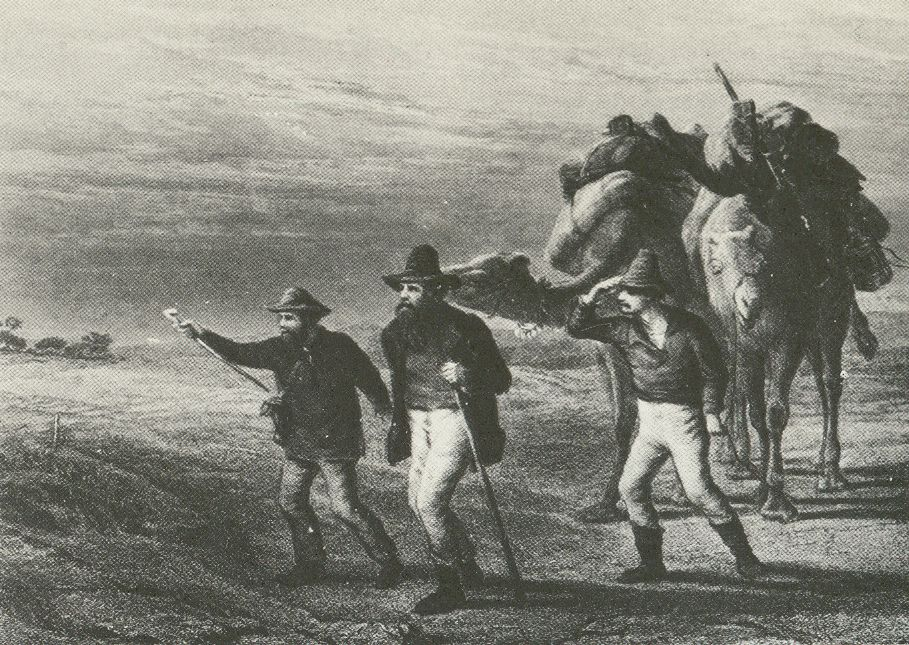
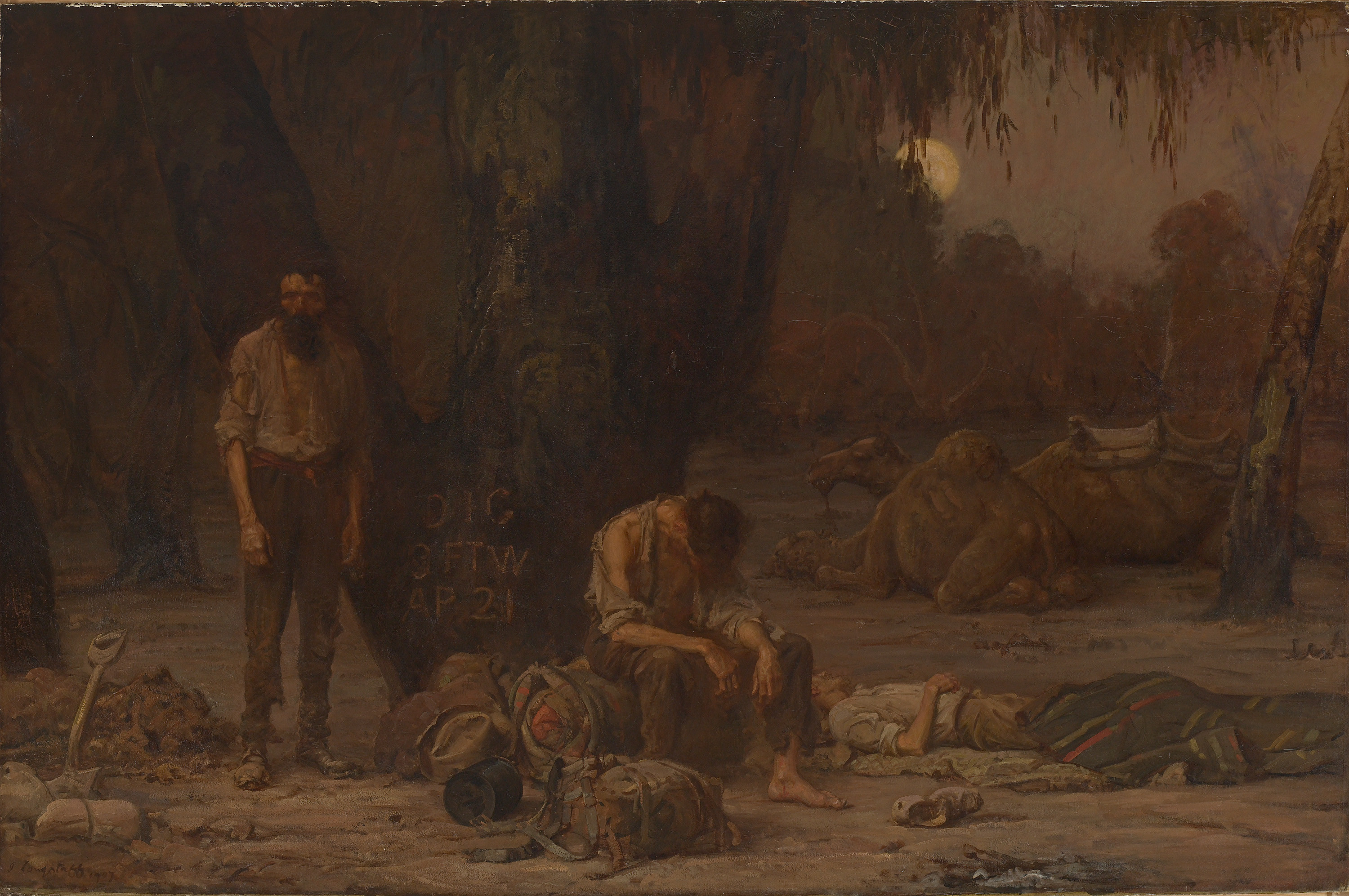
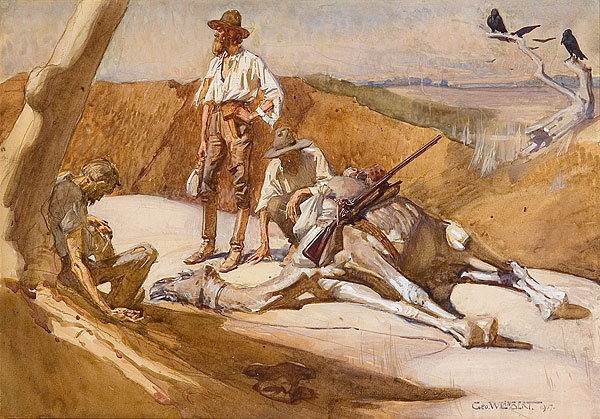
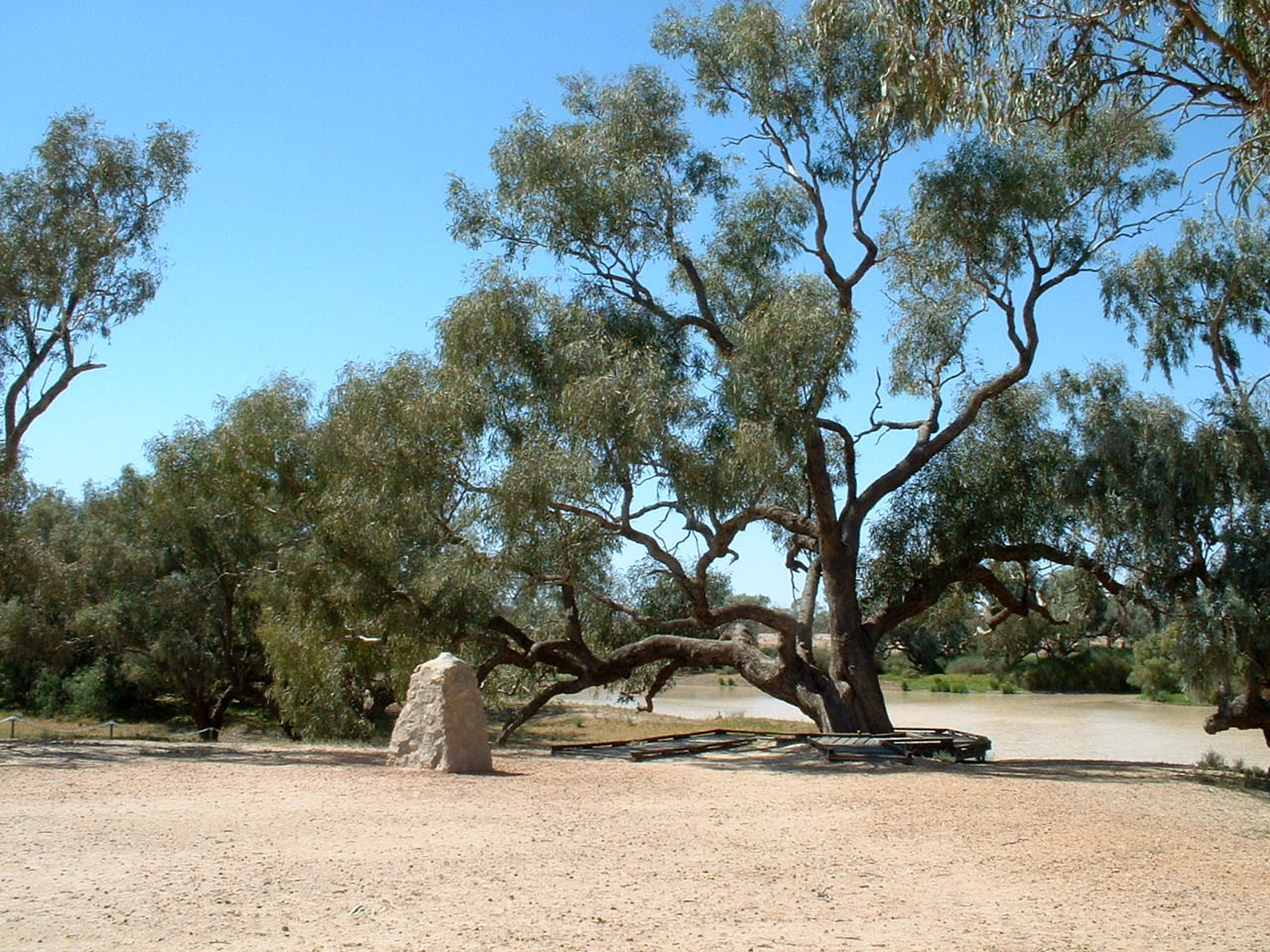
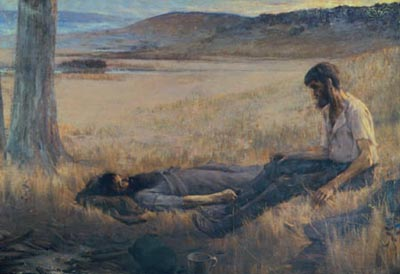
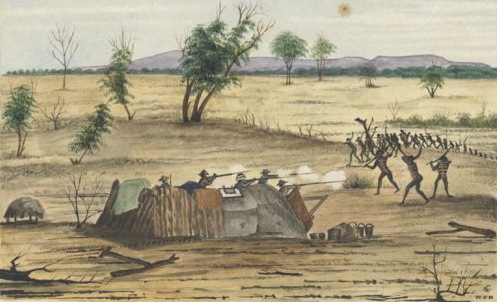
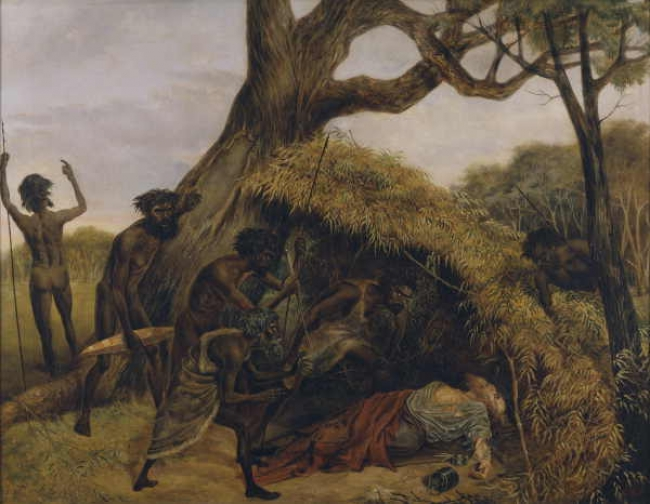
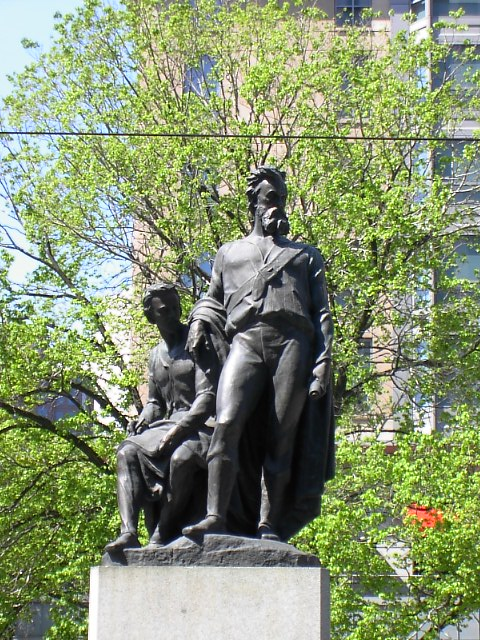